# Erbar
Erbar is een schreefloos lettertype ontworpen rond 1922 door Jakob Erbar. Het was het eerste zogenaamde geometrische schreefloze lettertype. Erbars doel was om een drukletter voor alledaags gebruik te ontwerpen, die geen duidelijk specifieke eigenschappen vertoont, een grote leesbaarheid heeft, en vooral een typografisch zuivere harmonie heeft. Zijn uitgangspunt daarbij is dat dit doel bereikt kon worden door gebruik te maken van een fundamenteel element: de cirkel.

## Geschiedenis
Lettertype Erbar was oorspronkelijk gegoten door de Frankfurtse lettergieterij Ludwig & Mayer, met machinaal vervaardigde matrijzen geleverd door het Duits-Amerikaanse Mergenthaler Linotype Company. Erbar werd later geëxporteerd naar Amerika en werd verkocht door Continental Type Founders Association. Een digitale versie wordt vandaag de dag geleverd door Linotype.

## Populariteit
Het succes van Erbar was destijds een impuls voor het ontwerp van vele nieuwe geometrisch schreefloze (sans-serif) lettertypes door andere lettergieterijen en -uitgeverijen, zoals Futura, Metro, Vogue, Spartan, Twentieth Century en Century Gothic. Onder de hier genoemde voorbeelden is Futura onbetwist het meest beroemde en succesvolle lettertype. Echter, door de samenloop van omstandigheden, waarbij Erbars lettergieterij Ludwig & Mayer niet zo bekend waren, alsmede de internationale opkomst van lettergieterij Bauer Schriftgiesserei waar de Futura werd vervaardigd, en het vroege overlijden van Jakob Erbar verloor dit lettertype zijn populariteit en is er een misverstand ontstaan dat de Futura en niet de Erbar het eerste geometrisch schreefloze lettertype is.

## Varianten
Erbar werd gegoten in vier letterzwaartes en iedere letterbibliotheek bevatte een cursieve en een smalle versie. Andere varianten waren:
- Lumina, een open face (letters met grote "openingen")
- Lux, een letter met contrasterende outlines (omtrekken)
- Phosphor, een vette, inline (lichte openingen in de lettervorm)